# Ряйзе Євдокія Іванівна
Євдокі́я Іва́нівна Ряйзе (1913—1985) — доярка племінного молочного радгоспу «Торосово», Герой Соціалістичної Праці.
Народилася в сім'ї селянина-бідняка. Трудову діяльність розпочала в робочій їдальні радгоспу імені Кірова в 1930 році перейшла на ферму дояркою. У 1935 році переїхала в радгосп «Торосово». Господарство було відоме породністю великої рогатої худоби, високими надоями, стабільною і грамотною роботою колективу ферми.
Коли почалася Друга світова війна і ворог підійшов до околиць господарства, велике радгоспне стадо евакуювали у Вологодську область. Працівники радгоспу, серед яких була Є. І. Ряйзе, з великими труднощами (вночі, лісом, під обстрілом ворога, майже без їжі) за 30 днів перегнали худобу в безпечне місце. Стадо з 280 корів зберегли.
Після закінчення війни повернулася зі своїм стадом у рідне господарство. Тварини, за якими вона доглядала під час війни, стали основою майбутнього радгоспного поголів'я. Брала участь у конкурсах майстерності, викликала на змагання за великі надої інших доярок. У 1947—1949 роках тримала першість за надоями молока в Ленінградській області, отримуючи від кожної корови до 4,5—5 тисяч кілограмів молока. У 1948 році від 8 корів отримала по 5563 кілограми молока зі вмістом 210 грамів молочного жиру в середньому від корови в рік.
Указом Президії Верховної Ради СРСР від 22 жовтня 1949 року за отримання високої продуктивності тваринництва Ряйзе Євдокії Іванівні присвоєно звання Героя Соціалістичної Праці з врученням ордена Леніна і золотої медалі «Серп і Молот»
Також активно вона вела і громадську роботу. Обиралася депутатом обласної Ради, двічі — депутатом районної Ради. У 1962 році вступила до КПРС.
Працювала в радгоспі до виходу на пенсію. Жила в селі Торосово Волосовського району Ленінградської області. Померла 3 липня 1985 року.
Нагороджена двома орденами Леніна, медалями.